# Список массовых убийств в ходе греческой войны за независимость
В ходе войны за независимость Греции были совершены многочисленные военные преступления (массовые убийства, погромы, грабежи, разрушения городов и сёл, захват и продажа людей в рабство, содержание гражданских лиц и военнопленных в условиях, приводящих к смерти и т. д.) на этнической и религиозной почве как греческими революционерами, так и османо-египетскими войсками. Подобные эксцесы были не только в районе боевых действий. Например, после начала восстания греческое население подверглось погрому в Константинополе, также были разграблены Салоники; мусульмане (турки и албанцы) и евреи, которые были лояльны османам, подверглись резне не только в Пелопоннесе и Центральной Греции, а и на Эгейских островах и на побережье Малой Азии.

## Список
| Название                   | Дата                  | Место                        | Общее число убитых                            | Нападавшие | Жертвы                                         | Описание |
| -------------------------- | --------------------- | ---------------------------- | --------------------------------------------- | ---------- | ---------------------------------------------- | --- |
| Резня в Патрах             | 27 марта 1821 года    | Патры                        | Неизвестно                                    | Греки      | Турки                                          | После четырёхдневного боя греческие революционеры овладели городом, полностью уничтожив его гарнизон и турецкое население (лишь немногие спаслись, спрятавшись в консульських домах). |
| Константинопольский погром | Апрель 1821 года      | Константинополь              | Неизвестно                                    | Турки      | Греки                                          | Как только первые известия о греческом восстании достигли османской столицы, произошли массовые казни, нападения, разрушения церквей и разграбление собственности греческого населения города. События завершились повешением Вселенского Патриарха, Григория V и обезглавливанием нескольких представителей греческой интеллигенции. |
| Разграбление Салоников     | Май 1821 года         | Салоники                     | Неизвестно                                    | Турки      | Греки                                          | Губернатор Юсуф-бей приказал своим людям убить всех греков в Салониках, которых они обнаружат на улицах. Хайрулла Эфенди сообщил, что тогда «днями и ночами воздух был наполнен криками и воплями». Митрополит был закован в цепи вместе с другими выдающимися знатными людьми, подвергся пыткам и казнён на площади мучного рынка. Некоторые греки были повешены на платанах вокруг Ротонды. Другие были убиты в соборе, куда они бежали в поисках убежища и их головы были собраны в качестве подарка Юсуф-бею. |
| Резня во Врахори           | 11 июня 1821 года     | Врахори                      | 700 семей (500 мусульманских и 200 еврейских) | Греки      | Турки и евреи                                  | Греческая армия во главе с Алексакисом Влахопулосом вошла в город 11 июня 1821 года. Врахори, современный Агринион, был важным городом в Западной и Центральной Греции. В нем, помимо христианского населения находилось около 500 мусульманских семей и 200 еврейских. Резня началась с евреев, и вскоре мусульмане разделили ту же участь. |
| Наваринская резня          | 19 августа 1821 года  | Наварино, крепость Ньокастро | 2840                                          | Греки      | Турки                                          | В результате осады Наварино крепости Ньокастро и Пальокастро решили сдаться на условиях предоставления гарнизонам и гражданскому населению возможности безопасно покинуть город и уехать в Египет. Однако когда ворота крепости Ньокастро были открыты, греки начали избиение османских солдат и гражданского населения. Из 3000 мирных турок выжили лишь 160. Сдача крепости Пальокастро произошла без инцидентов и убийств. |
| Самофракийский холокост    | 1 сентября 1821 года  | Остров Самотраки             | 1000-10000                                    | Турки      | Греки                                          | Появление 19 апреля 1821 года единственного корабля с восставшего острова Псара было достаточным основанием для посвящённого в Филики Этерия старейшины острова Георгиса Хадзиса для того чтобы провозгласить, что островитяне свободны и отказываются платить налоги султану. Хадзис дал указание готовить укрепления, ожидая помощи греческого флота, но в действительности отряд защитников острова не превышал 50 человек. 1 сентября османский флот высадил войска. Хадзис и его отряд оказали сопротивление, но были перебиты. Однако турки не ограничились зачинщиками бунта. Была уничтожена значительная часть населения города, а большинство выживших проданы в рабство. |
| Резня в Триполице          | 23 сентября 1821 года | Триполис                     | 8000-32000                                    | Греки      | Турки и евреи, а также греки, лояльные османам | Город был захвачен греками в ходе осады Триполицы. Сразу после взятия всё мусульманское (за исключением нескольких знатных беев, которых удерживали за большой выкуп) и еврейское население, а также небольшое число греков, поддерживающих османский режим, подверглось безжалостному уничтожению в ходе трёхдневной резни. |
| Хиосская резня             | 11 апреля 1822 года   | Хиос                         | 20000-30000                                   | Турки      | Греки                                          | Население Хиоса на момент описываемых событий составляло 120 тысяч человек. После того как островитяне поддержали греческую войну за независимость последовала высадка турецкой армии под командованием Вахита, в результате которой произошла резня греческого населения. 20-30 тысяч человек были убиты, 45-48 тысяч проданы в рабство, 23-40 тысяч бежали, а остальные греки обратились в ислам. Население Хиоса так и не восстановило свою былую численность: по переписи 2001 года там проживало 50 388 человек, по оценке на 2005 год — 53 817 человек. |